# Diarthron linearifolium
Diarthron linearifolium är en tibastväxtart som först beskrevs av Evgeniia Georgievna Pobedimova, och fick sitt nu gällande namn av Kit Tan. Diarthron linearifolium ingår i släktet Diarthron och familjen tibastväxter. Inga underarter finns listade i Catalogue of Life.